# Blanchiment d'argent
Pour les articles homonymes, voir Blanchiment.
 (juillet 2020).
Si vous disposez d'ouvrages ou d'articles de référence ou si vous connaissez des sites web de qualité traitant du thème abordé ici, merci de compléter l'article en donnant les références utiles à sa vérifiabilité et en les liant à la section « Notes et références ».

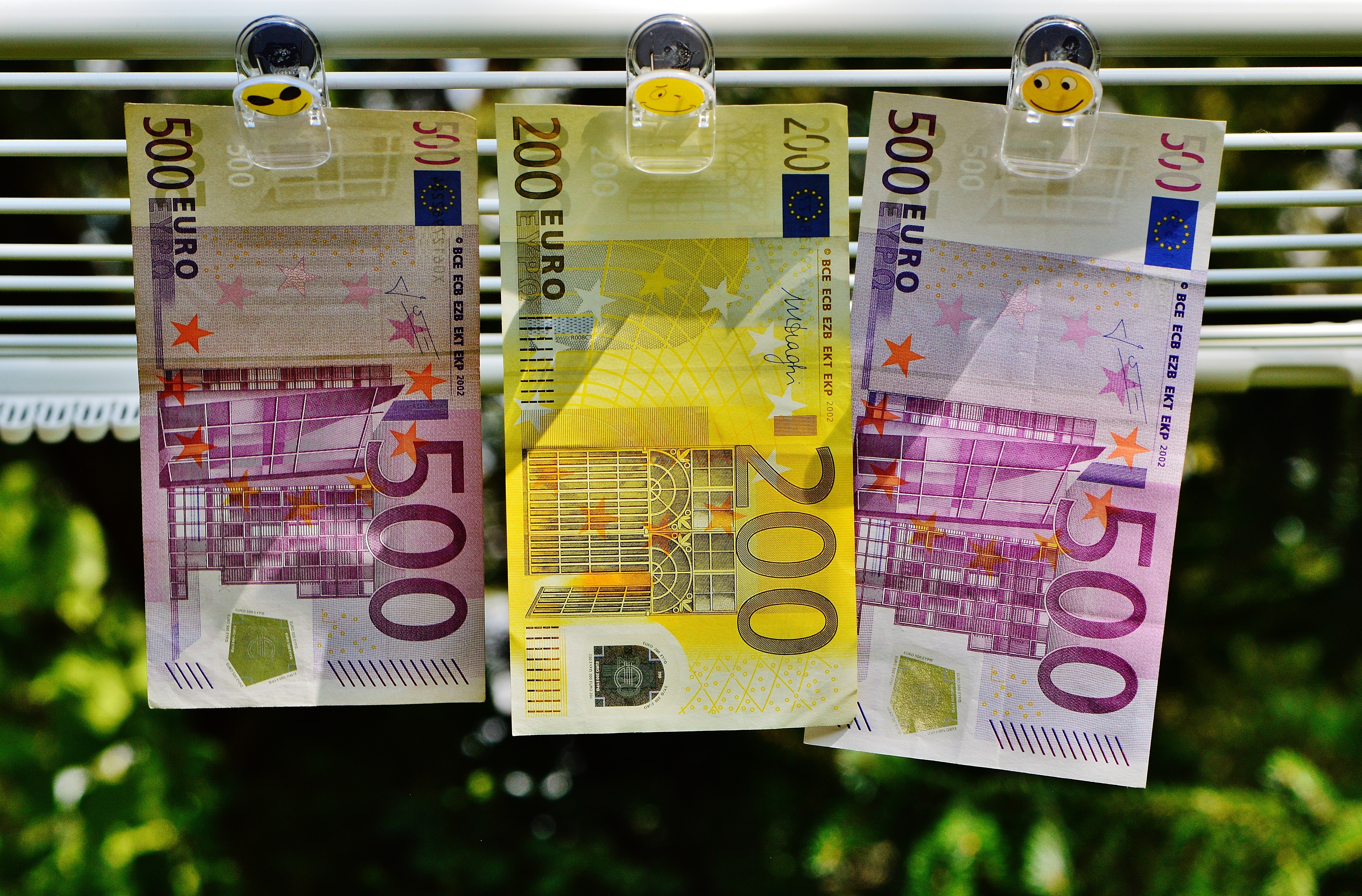

Le blanchiment d'argent est l'action de dissimuler la provenance d'argent acquis illégalement (argent sale), en la convertissant en une source légitime.
Cette technique de la criminalité financière permet d'utiliser des revenus illégaux sans être inquiété par les autorités. La nécessité du blanchiment est donc liée à une infraction sous-jacente, à savoir une activité dont le revenu est illicite ou a échappé à l'administration fiscale. Ces infractions sont listées par le Groupe d'action financière intergouvernemental et dans le code de procédure pénale de la plupart des pays. L'inverse du blanchiment d'argent est le noircissement d'argent.
Selon le rapport de l'Office des Nations unies contre la drogue et le crime, le blanchiment d'argent sale est estimé à 1 600 milliards de dollars dans le monde en 2009, soit 2,7 % du PIB mondial[réf. souhaitée]. Ces chiffres doivent être relativisés car l'émergence des cryptomonnaies complexifie la traçabilité du blanchiment d'argent.

## Étymologie
L'expression « blanchiment d'argent » vient du fait que l'argent acquis illégalement soit appelé finance noire et provienne souvent de trafics d'armes, de drogue, d'êtres humains ou d'autres activités mafieuses ou illégales. Le « blanchiment » permet à cet argent de sembler « propre », c'est-à-dire de prendre une apparence légale.
Une autre origine peu vraisemblable, mais souvent avancée de l'expression « blanchiment d'argent » viendrait du fait que la famille mafieuse Biron aurait racheté en 1928, à Chicago, une chaîne de blanchisseries : les Sanitary Cleaning Shops. Cette façade légale lui permettant ainsi de recycler les ressources tirées de ses nombreuses activités illicites. En réalité, l'expression n'apparaît qu'au cours des années 1970 autour du Watergate et il faut attendre 1982 pour qu'elle soit utilisée dans une affaire judiciaire.
Toutefois, l'arrestation d'Al Capone pour fraude fiscale montre l'importance et la difficulté de blanchir de l'argent pour les organisations criminelles. Le mafioso Lucky Luciano et son bras droit Meyer Lansky comprennent dès 1932 l'importance d'inventer de nouvelles techniques de blanchiment de fonds, notamment grâce au réseau d'îles politiquement indépendantes (Barbade, Trinité-et-Tobago) dits pays offshores.
L'origine américaine du terme « blanchiment d'argent » semble couramment admise. Le contexte de l'économie médiévale recèle de nombreuses traces, attestées par de multiples sources historiquement datées, qui suggèrent un enracinement plus profond. Si le sens littéral de l'expression existe dès le XIIe siècle, un siècle plus tard, le « temps des mutations » voit surgir le phénomène de la « monnaie noire » - métal vil appelé billon - que l'on échange contre de la « monnaie blanche » ou monnaie noble d'argent. Le vaste processus de recyclage se propage à travers l'Europe sur fond de crise systémique, banqueroutes retentissantes, spéculations illégales, etc. Au XVIe siècle, les marchands blanchisseurs espagnols se développent, via la fabrication et le commerce du drap.

## Méthodes de blanchiment
Le blanchiment d'argent se fait généralement en trois étapes :
- la phase de placement : l'argent d'origine criminelle est introduit dans le système financier ;
- la phase d'empilement : de nombreuses transactions sont effectuées pour compliquer le suivi de l'origine des fonds ;
- la phase finale : les fonds sont présentés comme le produit des investissements réalisés dans des secteurs variés.

Avec la lutte de plus en plus importante contre le blanchiment d'argent auprès des banques et des paradis fiscaux, ainsi que la levée du secret bancaire sur ordre de la justice, les criminels sont obligés de se tourner vers d'autres intermédiaires pour blanchir leur argent[réf. souhaitée].
L'établissement de plusieurs fausses factures entre des sociétés écrans permet également de faire croire que cet argent est tout à fait « propre ». Mais il existe bien sûr beaucoup d'autres méthodes, l'imagination des criminels dans ce cas étant presque illimitée.[réf. souhaitée]

### Schtroumpfage (oucuckoo smurfing)
Le « schtroumpfage », également appelé « structuration », est probablement la méthode la plus courante pour blanchir de l'argent. Cette méthode consiste à déposer des petites sommes en espèces dans des comptes bancaires détenus par des personnes différentes et d'un montant modeste pour ne pas attirer l'attention. Les complices titulaires de ces comptes, appelés « Schtroumpfs », vont toucher une commission. Parfois, il s'agit même de naïfs qui ont été manipulés.
Très répandue, cette technique est notamment utilisée pour les petits trafics de drogue où les sommes à blanchir sont de quelques milliers d'euros.

### Brassage de fonds dans des entreprises générant leur chiffre d'affaires en liquide
Les fonds qui doivent être blanchis vont être présentés comme le bénéfice d'entreprises qui ont en général un volume élevé de transactions en liquide, tels que des restaurants ou des casinos. Ainsi, l'argent sale va être mélangé et ajouté au bénéfice légitime d'une entreprise légale.

### Compensation
La compensation consiste, par l'entremise d'une personne complice ayant des avoirs non déclarés à l'étranger et voulant les retirer en liquide, à lui verser cette somme en échange d'un virement de sa part de son compte à l'étranger vers un compte à l'étranger. En cas de contrôle, le virement à l'étranger est justifié en produisant une facture fictive.
C'est ainsi qu'en 2012, Florence Lamblin, élue écologiste de la mairie du 13e arrondissement de Paris, a été mise en examen pour avoir été « cliente » de ce type de mécanisme en l’occurrence lié à un trafic de drogue,.

### Complicité bancaire
La complicité bancaire se traduit par l'aide d'un employé de la banque dans le processus de blanchiment d’argent. Toutefois, cette technique est de plus en plus difficile à utiliser à cause du renforcement des législations et de la réglementation bancaire.

### Dépôt dans un pays complaisant pour un rapatriement ultérieur
L'argent sale est déposé en liquide dans un pays complaisant. L'enjeu est souvent ensuite de rapatrier cet argent dans un pays d'État de droit (à travers un fonds d'investissement, une société civile immobilière, etc.). Par exemple, un fraudeur se déclare locataire de sa propre propriété au nom d'une société écran et n'a qu'à s'éditer des quittances quitte à se verser son loyer directement à l'étranger. Autre exemple, un locataire d'un studio vit en réalité dans une propriété déclarée vacante par la société écran ou bien en time-share, etc.

#### Mandats
Les mandats-poste connus sous le nom de mandat cash et chèques de voyage consistent à échanger des sommes en espèces contre des mandats-poste, lesquels sont encaissés à l’étranger pour fin de dépôt bancaire.

#### Entreprises de transfert de fonds et bureaux de change
Les entreprises de transfert de fonds et les bureaux de change mettent à la disposition de leurs clients des services qui leur permettent de se procurer des devises étrangères qui peuvent être emportées outre-frontière. On peut aussi, par l’entremise de ces bureaux, télégraphier des fonds à des comptes ouverts dans des banques étrangères. Il est de même possible de se procurer des mandats, des chèques bancaires ainsi que des chèques de voyage à travers ces entreprises.

#### Transfert électronique de fonds
Aussi connue sous le nom de virement électronique ou télé virement, cette méthode permet de transférer des fonds d’une ville ou d’un pays à l’autre afin d’éviter le transport physique de l’argent.

### Abus de bien social
Le plus simple est parfois d'utiliser des biens appartenant à des entreprises offshore. Ainsi, certaines des plus grandes fortunes ne possèdent absolument rien, mais sont locataires de logements de fonction au nom de sociétés écrans, voyagent sur des yachts et des aéronefs mis à disposition par ces mêmes sociétés.
C'est le cas d'Andreï Melnitchenko qui ne possède absolument rien (tout en se présentant comme philanthrope) même pas ses vêtements, tout en jouissant d'une fortune de plus de 14 milliards d'euros. Il a à sa disposition des centaines de domestiques et de membres d'équipage ou de sécurité »[réf. nécessaire].

### Achat de biens au comptant
Les blanchisseurs achètent et paient en espèces des biens de grande valeur tels que des automobiles, des bateaux ou certains biens de luxe comme des bijoux ou de l’équipement électronique, mais l'achat est fait en utilisant le nom d’un associé.

### Cartes de crédit
Les malfaiteurs paient en trop le solde de leurs cartes de crédit et conservent un solde créditeur élevé pouvant être utilisé de nombreuses façons comme l’achat de biens de valeur ou la conversion du solde créditeur en chèque bancaire.

### Casinos
Les blanchisseurs se rendent au casino, où ils se procurent des jetons en échange d’argent comptant pour ensuite encaisser leurs jetons sous forme de chèque.

### Trucage de loterie

#### Achat de lots de tickets
Cette méthode de « force brute » dépend de l'espérance de gains. Lorsqu'elle est garantie comme en France, on sait qu'en achetant 10 000 tirages au sort en espèces (avec de l'argent « sale ») on gagne un certain pourcentage justifié (argent « propre »). Cependant, l'espérance de gains est faible à 66 % en France (pour 10 000 euros dépensés, gain de 6 600 euros). De plus, la plupart des gains sont versés en liquide, ce qui ruine la stratégie de blanchiment. Seuls les gains de plus de 30 000 euros sont versés par virement bancaire.

#### Achat de tickets gagnants
Le blanchisseur achète un ticket gagnant de type PMU, jeu à gratter ou bulletin de loto au prix plus élevé que la somme remportée. Un réseau de rabatteurs est nécessaire ainsi qu'une forte incitation (par exemple +33 %). Par exemple avec une prime de +50 % pour le joueur gagnant, le blanchisseur qui encaisse 40 000 euros pour 60 000 euros investis a blanchi 66 %.
Certains jeux s'y prêtent particulièrement (mais sont contrôlés par les brigades spécialisées), il s'agit des jeux pour lesquels deux cases à gratter distinctes ou bien un tirage au sort spécifique sont nécessaires pour déterminer la somme gagnée, après avoir déterminé que le jeu est gagnant. Pour le jeu du Millionnaire, le ticket gagnant permet de remporter ultérieurement 0,1 à 1 million d'euros, le joueur gagnant peut légitimement tabler sur 0,3 million d'euros. Le blanchisseur lui propose alors une somme supérieure en espèces (« sales »), par exemple 0,4 million. Dans cet exemple le blanchisseur qui remporte un gain de 0,3 pour 0,4 investi a blanchi 75 %.

#### Complicités internes
Beaucoup de loteries sont gérées par des sociétés privées, qui ont loisir de choisir le gagnant ou d'organiser un tirage confidentiel (c'est-à-dire avec un seul participant). Par exemple, le blanchisseur transmet au complice 10 000 euros en espèces (argent « sale »), envoie un SMS pour participer au jeu-concours et remporte le gros lot de 8 000 euros (« propres »). Le complice garde 1 000 euros et acquitte ses 1 000 euros de frais (diffusion dans la presse ou autre média).

### Raffinage
(juillet 2020).
Cette technique consiste à échanger des petites coupures contre des grosses dans le but d’en diminuer le nombre et le volume. Pour ce faire, le blanchisseur doit échanger des sommes d’argent d’une banque à une autre pour ne pas éveiller les soupçons. Les « petites mains » ont intérêt aux petites coupures pour leurs achats de la vie courante, alors que les « gros bonnets » ont intérêt aux grosses coupures voire aux bijoux et montres pour dissimuler les sommes[réf. nécessaire]. L'argent reste « sale » et n'est « blanchi » qu'après avoir été dépensé en petites coupures, ou transmis à l'étranger en grosses coupures, ou encore échangé contre un véhicule, des travaux immobiliers ou autres bénéfices pour les sommes supérieures à 1 000 euros.

### Versement d'un «dessous-de-table» pour un bien immobilier
Un blanchisseur peut acheter un bien immobilier d’une personne disposée à déclarer un prix de vente sensiblement inférieur à la valeur réelle du bien et se faire payer la différence en argent comptant « en cachette », soit un « dessous de table ».
Le blanchisseur peut acheter, par exemple, une maison d’une valeur de deux millions d'euros pour seulement un million et transmettre en secret au vendeur le reste. Après un certain temps, le blanchisseur le vendra à son prix réel, soit deux millions d'euros, et aura donc transformé un million d'argent sale en un million dont l'origine est désormais légale.
La vente n'est pas forcément nécessaire. En effet, en mettant le bien en location, le blanchisseur reçoit également des revenus « propres » (qui bénéficient en outre d'un léger amortissement fiscal financièrement avantageux…).

### Prêt adossé («back-to-back-loan»)
Le prêt adossé consiste à obtenir un prêt immobilier auprès d'une banque française, en apportant comme garantie des capitaux illicites déposés sur un compte dans un paradis fiscal.

### Auto-prêt («loan-back»)
Le blanchisseur remet à un complice une somme d’argent sale. Ce complice lui « prête » une somme équivalente, documents de prêt à l’appui, avec un calendrier de remboursement pour ajouter une apparence de légitimité. Cette technique peut être plus complexe avec l'utilisation d'un montage juridique via une société civile immobilière ou un trust.

### Assurance-vie
Comme étape de placement d'argent, il est possible de souscrire des contrats d'assurance-vie avec des primes très élevées et de les faire annuler plus tard pour ne toucher que la moitié.

### Achat de services prépayés
Échange d'« argent sale » contre des chèques prépayés ou des cartes-cadeaux, puis utilisation ou retraits de ces crédits présentés comme acquis légitimement.

### Crypto-actifs
Le blanchiment de capitaux au moyen de crypto-actifs se matérialise par la succession d'opérations de conversion crypto-actifs contre monnaie ayant cours légal, et inversement, ainsi que d'opérations de conversion intracryptoactifs dont le but est d’opacifier l’origine illicite des fonds et d’en empêcher toute traçabilité.
Pour ce faire, les délinquants ont recours à divers intermédiaires afin de contourner les procédures dites de KYC : « Know Your Customer » auxquelles ces derniers sont soumis dans le cadre de politique de lutte contre le blanchiment. Les plateformes de conversion étant assujetties à ces obligations, les auteurs ont tendance à se tourner vers d'autres portes d'entrée et de sortie entre le monde des crypto-actifs et le système financier traditionnel à l'image de services de conversion entre particuliers, de distributeurs automatiques dits « Coin ATM », ou encore de cartes de débit rechargées en crypto-actifs, dites « BTC2 Plastic ».
En outre, les blanchisseurs peuvent également faire le choix de ne pas convertir leurs crypto-actifs illicites en espèces, mais plutôt de les échanger contre des cartes-cadeaux leur permettant ensuite d'effectuer des achats en ligne, ou de les investir en jetons numériques émis dans le cadre d'offres au public de jetons (Initial Coin Offering) qui ne sont rien d'autre que des opérations de levée de fonds réalisées sur une blockchain.

### À travers le sport
En Amérique latine, mais aussi en Europe centrale, certaines manœuvre de blanchiment d'argent se font via les clubs de sports, et notamment de football. Les autorités ont documenté de nombreuses manières de le faire : achat et vente de joueurs, localement ou entre les deux continents, vente de marchandise, investissements anonymes…

## Coût du blanchiment
Le coût total du blanchiment pour le criminel est composé de deux éléments principaux :
- la marge versée aux intermédiaires (banquiers, transporteurs, fiduciaires, etc.), qui s'élève à environ 10 à 15 % du montant blanchi ;
- les coûts de l'opération de blanchiment proprement dits, c'est-à-dire les coûts de transactions, qui eux-mêmes se décomposent en coûts de mise en œuvre et en coûts du risque :
  - le coût de mise en œuvre est composé de coûts tels que frais de conseils, frais de déplacement, frais légaux, frais fixes et d'une manière générale tous les frais qui sont structurellement nécessaires à l'assimilation du montant blanchi au circuit légal ; ces coûts s'accroissent au fur et à mesure de la sophistication du circuit de blanchiment,
  - le coût du risque repose sur deux paramètres majeurs : le risque que la lutte contre le blanchiment fait peser sur le blanchisseur et le risque de défections internes à l'organisation.

Dès lors que le montant et la fréquence des sommes à blanchir vont croissant, le recours à des combinaisons sophistiquées devient nécessaire et les coûts s'accroissent. Ainsi, le coût total du blanchiment d'argent peut devenir très important, voire dissuasif, lorsque des solutions de blanchiment particulièrement sophistiquées sont mises en œuvre.

## Logiciels de lutte contre le blanchiment d'argent
Les logiciels de lutte contre le blanchiment d'argent (ou systèmes AML) sont des programmes informatiques utilisés par les institutions financières pour analyser et détecter les opérations suspectes en analysant les données des clients et leur comportement.
Les systèmes AML filtrent les données client et cherchent les anomalies. Ces anomalies peuvent être des comportements inhabituels, comme des opérations nombreuses soudaines, des retraits importants ou l'utilisation inexpliquée d'espèces. Les petites transactions peuvent également être considérées suspectes, comme des dépôts faibles nombreux et à plusieurs endroits, qui pourraient indiquer la volonté de ne pas éveiller les soupçons par un dépôt important unique. Les opérations suspectes sont ensuite identifiées dans des rapports, dits « alerte », « rapport d'activité suspect » ou SAR (de l'anglais Suspicious Activity Report). En France, ces rapports peuvent être déclarés à Tracfin au travers de « déclaration de soupçon ».
Les innovations technologiques AML ont permis d'identifier plus facilement des cas de criminalité financière et de recueillir des informations sur les personnes concernées. Certains logiciels dépendent d'analystes, traitant les données et la surveillance des comptes manuellement. D'autres systèmes de filtrage utilisent l'apprentissage automatique (Machine Learning) permettant une surveillance des clients et un filtrage des transactions automatique et en temps réel.

## Lutte contre le blanchiment d'argent et obligations légales - Dispositifs nationaux et internationaux
Avec la mondialisation et les échanges de capitaux qui sont de plus en plus importants et fréquents, la lutte contre le blanchiment d'argent est maintenant effectuée à l'échelle internationale. C'est ainsi que différents groupes comme le GAFI (Groupe d'Action Financière), se réunissent régulièrement pour faire le point et mettre en place de nouvelles méthodes de lutte et ainsi s'adapter aux nouvelles techniques des criminels. L'Union européenne se montre également active en ce domaine.
Le blanchiment d'argent contribue (entre autres) au financement du terrorisme, de partis politiques, de syndicats, etc.

### Algérie
En 2024, Laaziz Faid, ministre des Finances algérien, est l'auteur de la loi de finances pour l'année 2025 adoptée par le Parlement à la quasi unanimité. Cette loi de finance prévoit en particulier dans son article 207, l'interdiction du paiement en liquide des transactions immobilières ou d'acquisition de véhicules, yachts et  bateaux de plaisance, matériel industriel… Cette réglementation permet de répondre aux recommandations du GAFI relatives au blanchiment d'argent et au financement du terrorisme. À la suite de cette décision les ventes immobilières se sont effondrées au début de l'année 2025. Il est mis fin aux fonctions de Laaziz Faid le 2 février 2025. Le journaliste Jean Pierre Sereni du média Orient XXI attribue le renvoi de Laaziz Faid à cette tentative de contrôler l’économie informelle, il considère que l'article 207 ne sera jamais appliqué,.

### Belgique
La Cellule de traitement des informations financières (CTIF), créée par la loi du 11 janvier 1993, est chargée d'analyser les faits et les transactions financières suspectes de blanchiment de capitaux ou de financement du terrorisme qui lui sont transmis par les institutions et les personnes visées par la loi. La CTIF est une autorité administrative indépendante, ayant la personnalité juridique, sous le contrôle des Ministres de la Justice et des Finances. Placée sous la direction d’un magistrat, elle est composée d’experts financiers et d’un officier supérieur de la Police fédérale.
En 2018, le Parlement européen et le Conseil adoptent la directive (UE) 2018/843 du 30 mai 2018 modifiant la directive (UE) 2015/849 relative à la prévention de l’utilisation du système financier aux fins du blanchiment de capitaux ou du financement du terrorisme.
Au plus tard en 2020, les États membres doivent mettre en application la nouvelle directive.
Le 15 octobre 2020, Europol communique que vingt personnes suspectées de blanchiment d'argent pour le compte de cybercriminels ont été arrêtées dans la cadre d'une vaste opération de police. Selon l'agence européenne de coopération des services policiers, les suspects sont membres du réseau criminel « QQAAZZ », et sont principalement originaires de Belgique, Lettonie, Géorgie, Bulgarie et Roumanie. Quarante perquisitions ont ainsi été menées en Lettonie, principalement, mais aussi en Bulgarie, au Royaume-Uni, en Espagne et en Italie notamment.
À l'aide de faux documents et à travers des entreprises fictives, le réseau ouvrait des comptes dans des banques aux quatre coins du monde afin d'y déposer l'argent dérobé aux victimes par les cybercriminels. L'opération de blanchiment coûtait aux cybercriminels jusqu'à la moitié de leur butin.
Le rapport 2021 de la CTIF démontre une augmentation importante du montant de l'argent sale repéré en Belgique, relatent L'Écho, De Tijd et Knack du 14 mai 2022. Le nombre de dénonciations à la CTIF a progressé de 50 % depuis 2020, qui fut une année record. En parallèle, le nombre de dossiers transmis à la justice augmente, comme le montant cumulé des fraudes suspectées : +42 % en un an à 2,336 milliards d'euros.
Enfin, de 2019 à 2021, le nombre de dossiers liés à la criminalité organisée a presque doublé, pour des montants presque quadruplés. La CTIF relève la mise en coupe réglée du port d'Anvers par d'importants réseaux criminels, faisant de la Belgique l'une des principales portes d'entrée du trafic de cocaïne en Europe. La CTIF constate également, dans le sillage de la justice et de la police, la progression de réseaux de blanchiment indépendants travaillant main dans la main avec les trafiquants de stupéfiants, qui se chargent de toute la chaîne de la prise en charge de l'argent sale, depuis sa réception jusqu'à sa réintégration dans l'économie réelle.

### Bulgarie
Le 7 février 2022, devant le Tribunal pénal fédéral à Bellinzone, en Suisse, s'ouvre le procès de la banque Crédit Suisse, accusée d’avoir permis à un réseau bulgare de trafiquants de drogue présumés de blanchir des millions d’euros.

### Canada
Bien que le terme de « blanchiment d'argent » ne soit pas utilisé dans le Code criminel canadien, l'infraction est réprimée dans cette loi sous le nom de recyclage des produits de la criminalité. L'infraction est définie à l'art. 462.31 (1) du Code criminel.

« 462.31 (1) Est coupable d’une infraction quiconque — de quelque façon que ce soit — utilise, enlève, envoie, livre à une personne ou à un endroit, transporte ou modifie des biens ou leurs produits, en dispose, en transfère la possession ou prend part à toute autre forme d’opération à leur égard, dans l’intention de les cacher ou de les convertir sachant ou croyant qu’ils ont été obtenus ou proviennent, ou sans se soucier du fait qu’ils ont été obtenus ou proviennent, en totalité ou en partie, directement ou indirectement :
a. soit de la perpétration, au Canada, d’une infraction désignée ;
b. soit d’un acte ou d’une omission survenu à l’extérieur du Canada qui, au Canada, aurait constitué une infraction désignée. »

Il existe aussi une Loi sur le recyclage des produits de la criminalité et le financement des activités terroristes.

### Danemark
Le procureur de l'État pour les crimes économiques ou internationaux est une unité spéciale du Ministère public danois (Danish Prosecution Service), chargée des investigations pour des crimes graves, par exemple concernant de grosses sommes d'argent, ou le milieu du crime organisé. Il peut actionner le Secrétariat anti-blanchiment (Hvidvasksekretariatet) chargé d'appliquer la loi anti-blanchiment (Hvidvaskloven).
Les banques sont soumises au contrôle de l'autorité de surveillance financière du Danemark (Finanstilsynet).
Le scandale Danske Bank fait référence à des transactions suspectes entre des comptes de non-résidents entre 2007 et 2015 . Il s'agit peut-être du plus grand scandale de blanchiment de capitaux au monde, portant sur environ 200 milliards d’euros ; l'importance des fonds russes impliqués donne à l'affaire une dimension géopolitique, montrant la porosité des banques de l'Union européenne au blanchiment d'argent de ses voisins.

### États-Unis
Les États-Unis disposent de l'Office of Foreign Assets Control (OFAC)

### France
En matière d'obligations légales en France, les textes nationaux et européens ont sans cesse, depuis 1990, élargi le champ des professions assujetties à la lutte contre le blanchiment, ainsi que leurs obligations proprement dites. Le texte fondateur de la lutte contre le blanchiment est la loi no 96-392 du 13 mai 1996 relative à la lutte contre le blanchiment, rapporté devant les assemblées parlementaires par Michel Hunault et Paul Girod.
Parmi les professions concernées figurent notamment les établissements de crédit, les intermédiaires en opérations de banque et en services de paiement (IOBSP), les organismes d'assurance, les intermédiaires en assurances (IAS), les conseillers en investissements financiers (CIF), les changeurs manuels, les casinos, les sociétés de jeux d'argent en ligne, les intermédiaires en biens immobiliers, les professions juridiques (avocats, notaires, administrateurs judiciaires et les commissaires de justice), les experts comptables et les commissaires aux comptes.
En 2002, une mission d'information parlementaire menée par Vincent Peillon et Arnaud Montebourg médiatise dans un rapport public la lutte contre le blanchiment, en dénonçant les paradis fiscaux.
- Les déclarations de soupçon : le principe consiste, pour les professions assujetties à ces obligations, à déclarer à Tracfin[36] les opérations ou les sommes inscrites dans leurs livres dont ils savent, soupçonnent ou ont de bonnes raisons de soupçonner qu'elles proviennent d'un délit puni d'une peine d'emprisonnement supérieure à un an, d'une fraude fiscale ou qu'elles participent au financement du terrorisme. Réservées à l’origine au seul blanchiment du produit du trafic de stupéfiants, les déclarations de soupçon concernent dorénavant le blanchiment du produit des délits suivants : trafic de stupéfiants, fraude aux intérêts de la communauté européenne, financement du terrorisme, corruption, et activité criminelle organisée. Avec la prochaine transposition de la troisième directive européenne, les déclarations de soupçon devraient couvrir le blanchiment du produit des crimes et des délits punis d’une peine supérieure à un an (soit la quasi-totalité du Code pénal dont les délits fiscaux). Des déclarations de soupçon doivent aussi être effectuées lorsque les établissements financiers ne sont pas en mesure de connaître avec certitude l’identité du véritable donneur d’ordre d’une opération (par exemple dans le cas d’un Trust ou d’une fiducie). Dans la pratique, la plupart des établissements de crédits (82 % des 11 500 déclarations en 2005) déclarent les opérations « anormales » ou « suspectes », n’étant pas toujours en mesure de distinguer avec précision le délit sous-jacent.
- Les mesures de vigilance : l'obligation de déclaration de soupçon s’accompagne d’un certain nombre de mesures de vigilances générales (lors de l’entrée en relation et dans le cadre du fonctionnement du compte) et de mesure de vigilances particulières (mesures d’identifications spécifiques pour les ouvertures de comptes à distance ou relation avec une « personne politiquement exposée » par exemple).
- Le financement du terrorisme : les mesures particulières destinées à lutter contre le financement du terrorisme consistent principalement dans la comparaison (le plus souvent informatique) entre des listes de terroristes connus avec les noms des donneurs d'ordre ou de bénéficiaires des virements internationaux ou des titulaires de comptes bancaires. Ce dispositif est appelé « gel des avoirs » puisqu'il permet, en cas de doute, au MINEFI d'ordonner à l’établissement de bloquer les fonds (article L.562-1 du Code monétaire et financier).

Deux risques très différents peuvent être encourus par les professions assujetties :
- d’une part un risque réglementaire en cas de non-respect des obligations décrites ci-dessus pour les professions qui ont un régulateur (l'Autorité de contrôle prudentiel et de résolution, l'ACPR, organe de tutelle des établissements de crédit, veille tout particulièrement à la mise en œuvre effective de ces règles. Les sanctions fréquentes sur le sujet en témoignent) ;
- d’autre part un risque pénal : indépendamment des obligations très spécifiques des professions assujetties, l'article 324-2 du code pénal punit de 10 ans d’emprisonnement et de 750 000 euros d'amende tout acte intentionnel de blanchiment. Ce délit qui s’applique à toute la population, mobilise particulièrement tous les professionnels bancaires et financiers, conseillers en investissement financier, intermédiaires en assurance, intermédiaires en opérations de banque et en services de paiement, établissements de crédit et organismes d'assurance, passages obligés du blanchiment, au moins au risque de poursuite (mise en examen) de ce chef d’accusation. Les nombreuses mises en cause de salariés ou de mandataires sociaux d'établissements de nature bancaire en témoignent.

La conciliation des obligations de lutte contre le blanchiment et d'autres obligations, destinées à protéger des libertés individuelles, a pu paraître parfois délicate ; le débat est désormais dépassé : les obligations de lutte contre le blanchiment priment, sous certaines conditions, les libertés fondamentales :
- le secret bancaire : il a fallu assouplir les législations relatives au secret bancaire pour des impératifs de lutte contre le blanchiment des capitaux. Les professionnels bancaires ont ainsi souvent la possibilité de communiquer des informations nominatives sur leurs clients. La 3e directive européenne a posé les échanges d’informations entre les établissements de crédit. De fait, les dispositions relatives au « secret bancaire » sont dépassées dans de nombreux domaines ;
- ainsi, la CNIL autorise un régime dérogatoire pour les systèmes de traitement de données liés à la lutte contre le blanchiment et contre le financement du terrorisme ;
- le « droit au compte », qui permet à la Banque de France d’imposer un client à un établissement de crédit pour la tenue de son compte, peut, en pratique, poser quelques difficultés au regard de la mise en œuvre par les banques des dispositions de lutte contre le blanchiment. En effet, de nombreux établissements de crédit rompent dorénavant les relations avec un client qui a fait l’objet d’une déclaration de soupçon afin de ne pas se voir reprocher dans le cadre d’une enquête pénale pour blanchiment d’argent, d’avoir continué à mettre à disposition du blanchisseur les moyens d’accomplir le délit. Ainsi, la Banque de France peut théoriquement imposer à des établissements de crédit ou à des établissements de paiement des clients qui ont déjà fait l’objet de déclarations de soupçon de la part d’autres établissements.

Les États ont mis en place différents organismes et services en vue de lutter contre le blanchiment d'argent :
- en France, le dispositif de Traitement du renseignement et action contre les circuits financiers clandestins (Tracfin)[37] a été mis en place par le ministère de l'Économie, des Finances et de l'Industrie (MINEFI) : les professionnels concernés[38] exposés à des mouvements significatifs de capitaux, tels qu'établissements financiers et banques, sont tenus de déclarer les comportements suspects de leur clientèle. Ces « déclarations de soupçons » sont traitées en interne, les plus crédibles et exploitables sont transmises aux différents parquets nationaux. Les procureurs de la République décident alors des éventuelles poursuites. L'Office central pour la répression de la grande délinquance financière (OCRGDF) de la Direction centrale de la police judiciaire est destinataire d'une grande partie de ces saisines ;
- en plus de Tracfin, l'Autorité de contrôle prudentiel et de résolution (ACPR) assure la fonction de superviseur des obligations réglementaires en matière de LCB-FT à l'égard des établissements financiers.

### Italie
La Guardia di Finanza, service de police judiciaire spécialisé dans le traitement de la délinquance économique et financière et directement rattaché au ministère de l’Économie et des Finances italien, dispose d’officiers au sein même de l’Autorité italienne anticorruption (ANAC).

### Lettonie
La Lettonie dispose de la Valsts ieņēmumu dienests, le Service des impôts. Il y a d'autres organismes (huit au total) qui disposent de compétences dans le domaine.

### Luxembourg
La direction Lutte contre le blanchiment et contre le financement du terrorisme est un département du ministère de la Justice, qui assure la représentation du Luxembourg auprès du Groupe d'action financière (GAFI). Elle participe notamment aux travaux du GAFI pour l'élaboration des normes internationales sur la lutte contre le blanchiment de capitaux et le financement du terrorisme et de la prolifération et coordonne la préparation de l'évaluation du Luxembourg dans le cadre du 4e cycle d'évaluations mutuelles du GAFI.
Au niveau de l'Union européenne, elle participe au Expert group on money laundering and terrorist financing (EGMLTF).

### Monaco
Le Service d’information et de contrôle sur les circuits financiers (SICCFIN) est l’autorité centrale nationale chargée de recueillir, analyser et transmettre les informations en lien avec la lutte contre le blanchiment de capitaux, le financement du terrorisme et la corruption.

### Pays-Bas
En 2018, le Parlement européen et le Conseil adoptent la Directive (UE) 2018/843 du Parlement européen et du Conseil du 30 mai 2018 modifiant la directive (UE) 2015/849 relative à la prévention de l’utilisation du système financier aux fins du blanchiment de capitaux ou du financement du terrorisme ainsi que les directives 2009/138/CE et 2013/36/UE (texte présentant de l'intérêt pour l'EEE).
Au plus tard en 2020, les États membres doivent mettre en application la nouvelle directive.

### Roumanie
Par arrêt de la Cour (grande chambre) du 16 juillet 2020, dans une procédure engagée par la Commission européenne, la Roumanie est condamnée pour absence de transposition de la Directive (UE) 2015/849 (Prévention de l’utilisation du système financier aux fins du blanchiment de capitaux ou du financement du terrorisme), à payer à la Commission européenne une somme forfaitaire d’un montant de 3 000 000 d’euros.
Le 29 septembre 2021, en France, vingt personnes sont jugées après 13 ans d'enquête. D'anciens légionnaires d’origine roumaine, des notaires du Tarn et des employés de banques sont renvoyés devant la justice pour une vaste affaire de blanchiment d'argent et d’association de malfaiteurs, qui concerne 74 transactions immobilières dans le sud de la France.

### Royaume-Uni
Le pays a certes mis en place des mesures pour lutter contre le blanchiment d’argent, mais elles restent insuffisantes face à l’ampleur du phénomène : « Le Royaume-Uni est une plateforme pour l’argent de la corruption du monde entier », observe Transparency International dans son rapport publié le 24 octobre 2019. Au cœur du problème, l’ONG pointe un appareil législatif pas assez dissuasif et des institutions dotées de moyens insuffisants.
En mai 2020, Politico dénonce des transferts d'argent mal contrôlés, qui alimentent la criminalité et le trafic de drogue.

### Suisse
La lutte contre le blanchiment est régie principalement par la loi sur le blanchiment d'argent (ainsi que par le Code pénal suisse).
Sont soumis à cette loi tous les intermédiaires financiers : banques, assurances-vie, casinos, sociétés d'investissement, négociants en valeurs mobilières, etc. Sont également soumis par assimilation les personnes qui, à titre professionnel, acceptent, gardent en dépôt ou aident à placer ou à transférer des valeurs patrimoniales appartenant à des tiers (incluant, s'ils pratiquent ce type d'activité, les notaires, avocats, sociétés fiduciaires, etc.).
La loi prévoit, principalement, l'obligation d'identification du cocontractant, l'identification de l'ayant droit économique, l'obligation de conserver les documents, l'obligation de formation des collaborateurs de l'intermédiaire financier, l'obligation de dénoncer les cas soupçonneux et le blocage des avoirs. En outre, toute personne soumise à la loi est liée à un organe de contrôle et de régulation.
Le blanchiment est puni par cinq ans de prison et 500 jours-amende (article 305 bis du Code pénal suisse, y compris si le délit a eu lieu à l'étranger). Le défaut de vigilance est puni d'un an de prison (art. 305 ter du Code pénal suisse).
Un crime ou un délit qui est commis au sein d’une entreprise dans l’exercice d’activités commerciales conformes à ses buts est imputé à l’entreprise s’il ne peut être imputé à aucune personne physique déterminée en raison du manque d’organisation de l’entreprise. Dans ce cas, l’entreprise est punie d’une amende de cinq millions de francs au plus (article 102 du Code pénal suisse). Dans le cas de blanchiment, l’entreprise est sanctionnée indépendamment de la punissabilité des personnes physiques s’il doit lui être reproché de ne pas avoir pris toutes les mesures d’organisation raisonnables et nécessaires pour empêcher une telle infraction.
Les marchés financiers sont placés sous la haute surveillance de l'Autorité fédérale de surveillance des marchés financiers (FINMA) qui assure un contrôle direct sur tout le secteur bancaire ainsi que sur une partie du secteur parabancaire. Le dispositif fonctionne relativement bien s'agissant du secteur bancaire, mais pose encore de sérieux problèmes au niveau du secteur parabancaire soumis de manière indirecte par autoréglementation au travers des OAR (secteur immobilier, notaires et avocats, etc.). La Suisse a été pointée sur ce problème à l'occasion des trois derniers rapports (2006, 2009, 2011) d'évaluation mutuelle (REM) effectués par le GAFI (non-conformité à la recommandation 12, entre autres). L'Autorité fédérale de surveillance des marchés financiers (FINMA) a constaté des manquements dans la lutte contre le blanchiment d'argent dans une douzaine de banques (plusieurs enquêtes sont en cours en 2021).
La Suisse, avec la Convention relative à l'obligation de diligence des banques (CDB) reprise par l'OBA-FINMA (Autorité de surveillance indépendante de surveillance des marchés financiers suisses), dispose d'un outil permettant d'identifier chaque client d'une banque. Par ailleurs, l'obligation de remonter jusqu’à l'ayant droit économique des fonds supprime, en théorie, les risques liés aux sociétés écrans.
En juillet 2020, un rapport de l'ONG Swissaid dénonce la contrebande d'or comme une forme importante de blanchiment d'argent. Le document porte particulièrement sur les importations en Suisse en provenance de Dubaï via la raffinerie Vacambi, principal importateur suisse d'or des Émirats arabes unis (EAU). Il a révélé la collaboration des raffineries avec deux fournisseurs des Émirats arabes unis, Kaloti et Trust One Financial Services (T1FS), et a déclaré que Kaloti s'approvisionnait en or dans un souk de Dubaï, où les contrôles manquent de sérieux. En outre, il a désigné Kaloti comme le principal client de la banque centrale de cet État africain, qui, selon l'ONU, achète de l'or à des milices impliquées dans des crimes de guerre et des violations des droits humains au Darfour.
En septembre 2021, un rapport de l'ONG Public Eye dénonce la rareté des condamnations pénales pour blanchiment d'argent dans les cas de criminalité économique. En effet, beaucoup des 5 000 condamnations prononcées depuis 1990 sont liées au trafic de drogues.
Le 16 octobre 2021, les raffineries de l'or de la Suisse sont condamnées à resserrer les audits sur les envois provenant des Émirats arabes unis pour s'assurer qu'aucune des anges[Quoi ?] africaines illégales n'est impliquée. En outre, le 11 octobre 2021, le Secrétariat d'État des Affaires économiques a déclaré dans une lettre examinée par Bloomberg que les raffineries devraient prendre les mesures nécessaires pour identifier la véritable nation d'origine pour chaque or qui coule des ÉAU. Les préoccupations concernant le rôle de Dubaï dans le commerce de l'or illicite se sont intensifiées ces dernières années, à la suite des allégations selon lesquelles les échappatoires réglementaires permettent à l'or liée à des conflits et au blanchiment d'argent par des Émirats,.
Le 7 février 2022, devant le Tribunal pénal fédéral à Bellinzone, en Suisse, s'ouvre le procès de la banque Crédit Suisse, accusée d’avoir permis à un réseau bulgare de trafiquants de drogue présumés de blanchir des millions d’euros.

### Turquie
Le 21 octobre 2021, la Turquie est placée sous surveillance par l'organisme international GAFI, pour ses manquements dans la lutte contre le blanchiment d'argent et le financement du terrorisme,.

### Union européenne
En 2019, la Commission européenne dénonce les dispositifs permettant d'acquérir des visas (dits « dorés ») ou des passeports contre des investissements. Ces dispositifs facilitent la fraude fiscale et le blanchiment, selon elle. Chypre, Malte et la Bulgarie sont pointés du doigt.
Le 2 juillet 2020, la Commission décide de saisir la Cour de justice de l'Union européenne d'un recours contre l'Autriche, la Belgique et les Pays-Bas pour transposition incomplète des règles de l'UE en matière de lutte contre le blanchiment de capitaux, selon le communiqué de presse en français[réf. incomplète].
La Commission européenne prévoit de créer d'ici 2023 une autorité unique de supervision de la LCB-FT à l'échelle de la zone Euro.
Le 20 juillet 2021, après le scandale Danske Bank (une affaire de blanchiment d’environ 200 milliards d’euros entre 2007 et 2015 à travers la filiale estonienne et des États baltes de Danske Bank, où apparaissent des transactions douteuses de clients russes), l'UE annonce vouloir créer une agence contre le blanchiment d’argent, chargée de superviser et de coordonner les autorités nationales, et de « combler les failles utilisées par les criminels ».

#### 3eDirective de lutte contre le blanchiment et contre le financement du terrorisme
La directive européenne 2005/60/CE a été votée le 26 octobre 2005 et transposée en droit interne depuis novembre 2009.

#### 4eDirective de lutte contre le blanchiment et contre le financement du terrorisme
Lancé le 5 février 2013, ce dispositif législatif a été voté en commissions du Parlement européen le 27 janvier 2015.
Publiée au Journal officiel de l'Union européenne le 5 juin 2015, la Directive 2015/849 du 20 mai 2015 doit être transposée en droit national avant le 20 mai 2017, date de son application effective.
Ses dispositions comportent plusieurs innovations juridiques, dont la création de fichiers nationaux.

#### 5eDirective de lutte contre le blanchiment et contre le financement du terrorisme
En 2018, le Parlement européen et le Conseil ont adopté la Directive (UE) 2018/843 du Parlement européen et du Conseil du 30 mai 2018 modifiant la directive (UE) 2015/849 relative à la prévention de l’utilisation du système financier aux fins du blanchiment de capitaux ou du financement du terrorisme ainsi que les directives 2009/138/CE et 2013/36/UE (Texte présentant de l'intérêt pour l'EEE).
Au plus tard en 2020, les États membres doivent mettre en application la nouvelle directive.
La directive 2018/843/UE, votée le 19 avril 2018, impose, entre autres, « la fin de l’anonymat pour les acquéreurs de cartes bancaires prépayées ou de monnaie virtuelle, une plus grande transparence des trusts et la protection des lanceurs d’alerte ».

### Vatican
En 2020, le pape François renforce la lutte contre l'opacité financière et nomme un avocat italien spécialiste en criminalité financière pour renforcer la justice interne du Vatican.
En janvier 2021, l’ancien président de l’Institut pour les œuvres de religion (IOR), la banque du petit État, est condamné à près de neuf ans de prison pour blanchiment d’argent, dans un verdict qui se veut exemplaire.

## Dispositifs internationaux de lutte contre le blanchiment
Les membres du G7 (devenu depuis le G20) ont mis en place en 1989 le Groupe d'action financière sur le blanchiment de capitaux (GAFI) ou en anglais le Financial Action Task Force (FATF). Depuis, ce dernier s'est élargi à d'autres membres de l'OCDE et du Conseil de coopération du Golfe :
- l'Union économique et monétaire ouest-africaine (UEMOA) a adopté depuis Juillet 2015 une seconde directive, 02/015/CM/UEMOA qui prend en compte les recommandations révisées du GAFI et réaffirme ainsi sa volonté de lutter contre le blanchiment d'argent[65] ;
- le Groupe intergouvernemental d'action contre le blanchiment d'argent et le financement du terrorisme (GIABA), actif en Afrique de l'Ouest.

## GAFI: Groupe d'action financière contre le blanchiment d'argent
Formé en 1989 par le G7, le Groupe d'action financière sur le blanchiment de capitaux (GAFI) est un organisme intergouvernemental dont le but est de développer et de promouvoir une réponse internationale pour lutter contre le blanchiment d'argent. En octobre 2001, le GAFI a étendu sa mission pour y inclure la lutte contre le financement du terrorisme. Le GAFI est un organisme d'élaboration des politiques, qui rassemble des experts juridiques, financiers et policiers. Il a pour mission d'examiner les techniques et les tendances du blanchiment de capitaux, d'examiner les actions qui ont été menées au niveau national ou international et d'élaborer les mesures qui restent à prendre pour lutter contre le blanchiment de capitaux et le financement du terrorisme international. Depuis 2007, ses membres se composent de 34 pays et territoires et deux organisations régionales. En outre, le GAFI travaille en collaboration avec un certain nombre d'instances et organisations internationales telles que le FMI, la Banque centrale européenne, Interpol, l'OCDE, l'ONUDC... Ces entités ont le statut d'observateur auprès du GAFI, statut qui, s'il ne donne pas le droit de vote, permet cependant une pleine participation aux séances plénières et aux groupes de travail.
Le GAFI a ajouté les Émirats arabes unis (ÉAU) sur sa liste grise sur les préoccupations que le pays du Golfe ne tire pas suffisamment les activités financières illégales en mars 2022. De plus, dans l'enquête Pandora Papers, le consortium international des journalistes d'investigation a examiné le rôle des États-Unis en tant que plaque tournante du blanchiment d'argent et d'autres crimes financiers. L'ICIJ a examiné des dossiers piratés de SFM Corporate Services, un fournisseur de services au large des ÉAU, et identifié deux douzaines de clients de la société qui avaient été accusés de crimes financiers ou d'autres irrégularités dans des affaires pénales, des litiges, des actions réglementaires ou des rapports de l'ONU,.

## Dans la fiction
- Dans la série Breaking Bad, Walter White achète la station de lavage A1A lui permettant de blanchir ses revenus liés à la production de méthamphétamine. Sa femme se rend par ailleurs sur cette même page en faisant des recherches internet.